# Grégoire Boleslas Frąckowiak
Grzegorz (Grégoire) Bolesław Frąckowiak (né le 18 juillet 1911 et mort le 5 mai 1943) était un religieux polonais de la Société du Verbe Divin, tué par les Nazis. Il est béatifié par le pape Jean-Paul II le 13 juin 1999 comme l'un des 108 martyrs polonais de la Seconde Guerre mondiale.

## Biographie
Sa jeunesse est austère et sereine, malgré la pauvreté. Ne pouvant pas se permettre des études secondaires ni au séminaire, il choisit en 1927 de devenir frère missionnaire et est envoyé à Gorna Grupna où était basé le noviciat de la Société du Verbe Divin. Il poursuit ses études au sein du noviciat. Après un an de postulat, il prononce ses vœux temporaires et reçoit son habit, en 1930. Il devient alors le principal relieur de livres du noviciat. Il écrit également les exercices spirituels quotidiens qui sont entrepris par ses camarades novices, et prend aussi en charge la préparation des repas. En 1938, il devient pleinement frère (moine). 
En 1940, lorsque le noviciat est envahi et que tout le monde y est arrêté, Grégoire s'échappe. Il va à Jarocin et participe au ministère religieux clandestin. Il crée un journal "Pour vous, la Pologne". Cependant, les nazis découvrent son groupe, et les membres sont capturés. Il est ensuite capturé avec des membres qui avaient réussi à s'échapper, mais il demande à être le seul jugé responsable et à prendre tout le blâme dans l'espoir de libérer certains des membres. Il est torturé et emprisonné au Fort VII, puis transféré à Dresde en 1943, où il est guillotiné le 5 mai 1943, après avoir secrètement écrit une lettre à sa famille. Son corps est jeté dans une tombe sans nom. 